# World of Spectrum
World of Spectrum (WoS) – serwis internetowy poświęcony katalogowaniu i archiwizowaniu materiałów dotyczących popularnego w latach 80. komputera osobistego ZX Spectrum, powstały w roku 1995. Na stronie umieszczona jest rozbudowana baza danych, zawierająca informacje na temat gier, programów, książek, sprzętu i dokumentacji. W 2007 roku archiwum zawierało opisy ponad 12 000 gier. Dzięki wkładowi użytkowników, archiwum uzupełniane jest stopniowo o brakujące tytuły. Portal cieszy się oficjalnym wsparciem firmy Amstrad.
WoS został założony w 1995 r. przez Martijna van der Heide. Pierwotnie poświęcony był grom na ZX Spectrum, jednak wkrótce na stronie zaczęto zamieszczać wszystkie materiały z nim związane.